# La Rosa, Veracruz
La Rosa är en ort i Mexiko.   Den ligger i kommunen Nogales och delstaten Veracruz, i den sydöstra delen av landet, 210 km öster om huvudstaden Mexico City. La Rosa ligger 2 495 meter över havet och antalet invånare är 653.
Terrängen runt La Rosa är bergig österut, men västerut är den kuperad. Runt La Rosa är det tätbefolkat, med 411 invånare per kvadratkilometer. Närmaste större samhälle är Orizaba, 14,0 km öster om La Rosa. I omgivningarna runt La Rosa växer i huvudsak städsegrön lövskog.